# Ruelle-sur-Touvre
Ruelle-sur-Touvre es una localidad y comuna francesa, situada en el departamento de la Charente y en la región de Poitou-Charentes.

## Geografía
Como su nombre indica, Ruelle está situada junto al río Touvre, del que ocupa su orilla derecha, así como la vertiente norte de los altos de Bel-Air, en la orilla izquierda.

## Historia
En la Edad Media era una parroquia perteneciente al señorío de la Tranchade.

## Administración
| Periodo                                     | Identidad     | Partido | Otros cargos |
| ------------------------------------------- | ------------- | ------- | ------------ |
| junio 2002                                  | Michel Broncy |         |              |
| Los datos anteriores todavía no se conocen. |               |         |              |

## Demografía
| 5 855 | 6 507 | 8 152 | 7 769 | 7 203 | 7 220 |
| Para los censos de 1962 a 1999 la población legal corresponde a la población sin duplicidades (Fuente: INSEE [Consultar]) |       |       |       |       |       |

En 1789, la población era de 1 000 habitants; 4 811 en 1946.

## Lugares de interés y monumentos

### La Fundición
Véase el artículo detallado Fundición de Ruelle
El Marqués de Montalembert estableció en 1753 una forja con dos altos hornos destinada a la fabricación de cañones para la Marina del Rey. Se convirtió en propiedad real en 1776 y pasó a llamarse en 1782, « fundición real de la Marina ».
De 1788 a 1795, la fundición (que pasa a llamarse « nacional » después de 1792), es reformada en profundidad, según el modelo de la fundición de Indret. En 1803 la fundición pasa a ser una empresa nacional y de nuevo es profundamente modificada en la década de 1820. En 1916, los cañones de 400 mm que aplastaron las estructuras del fuerte de Douaumont, que los alemanes habían capturado, venían de Ruelle.

## Personalidades vinculadas a la comuna
- Marc-René de Montalembert, marqués, escritor y empresario, compra en 1750 una antigua papelera situada en la orilla izquierda del río Touvre, así como un molino de trigo situado en la orilla derecha. Crea allí la forja que después se convirtió en la fundición de Ruelle. Su busto de bronce puede verse en los jardines que quedan frente a la fundición, al otro lado de la antigua carretera Angoulême-Limoges.